# Systemische lupus erythematodes
Systemische lupus erythematodes (SLE) of lupus erythematosus disseminatus (LED) is een auto-immuunziekte, met symptomen in allerlei organen. Het wordt onderscheiden van andere varianten van lupus erythematodes die meestal tot de huid beperkt blijven. De ziekte verloopt of afwisselend tussen periodes van opvlamming versus remissie of begint net erg actief waarna de klachten verminderen en relatief rustig blijven. Tot nu toe is SLE niet te genezen. Hoewel de mate van de klachten per patiënt verschilt van matig tot ernstig, zijn de klachten te beïnvloeden door het inachtnemen van gezonde leefregels als regelmatige beweging, het vermijden van stress en diëtaire maatregelen.

## Epidemiologie
De ziekte komt niet vaak voor in de westerse landen (6 à 7 op de 100.000 mensen). Ze komt vaker voor bij vrouwen dan bij mannen (ratio 9:1) en kan op elke leeftijd beginnen, hoewel met name adolescente en jong volwassen vrouwen vaker aangedaan zijn. Het kan secundair voorkomen bij bepaald medicatiegebruik. 90% van de patiënten met SLE heeft gewrichtsklachten die zich echter onderscheiden van de gewrichtsproblemen bij reumatoïde artritis door het feit dat er geen erosievorming optreedt.

## Pathogenese
SLE lijkt op de hypersensitiviteitsreacties type III, vanwege de vorming van IgG-antilichamen door plasmacellen tegen zogenoemde vrije auto-antigenen (moleculen gecodeerd door DNA). Hierbij worden kleine immuuncomplexen (antilichamen die gebonden zijn aan antigenen) gevormd die niet kunnen binden aan complement. Complement is een systeem dat nodig is om de immuuncomplexen op te ruimen. De immuuncomplexen worden hierdoor niet opgeruimd en komen vast te zitten in kleine bloedvaten van organen zoals die van de glomeruli van de nieren. Tevens worden ze in de huid afgezet, dit veroorzaakt de karakteristieke exantheem/rode uitslag.

## Symptomen en diagnostiek
De ziekte wordt gediagnosticeerd op basis van symptomen en laboratoriumonderzoek. In 1982 stelde het American College of Rheumatology (ACR) criteria vast voor het classificeren van patiënten met systemische lupus erythematodes. Deze ACR-criteria zijn bedoeld om een eenduidige groep patiënten te definiëren voor medisch wetenschappelijk onderzoek. In 1997 werden deze criteria herzien. In de praktijk wordt de ziekte vaak aan de hand van deze criteria gediagnosticeerd. Wanneer aan ten minste vier van de volgende 11 criteria is voldaan, wordt gesproken van systemische lupus erythematodes:
- vlinderexantheem (rode uitslag op beide wangen die overloopt op de neusrug, in de vorm van een vlinder);
- discoïde lupus (erythemateuze (rode) plekken met hyperkeratose (verdikking van de huid)), bijvoorbeeld de vlindervormig exantheem in het gelaat (het uitslag/exantheem/rode plekken worden gevormd door de afzetting van de kleine immuuncomplexen);
- lichtovergevoeligheid;
- orale of nasofaryngeale ulcera (mond-/keelzweren);
- artritis (ontsteking van een of meerdere gewrichten);
- serositis (pleuritis (ontsteking van het longvlies) / pericarditis (ontsteking van hartzakje));
- nierafwijkingen (proteïnurie (eiwit in de urine), hematurie (bloed in de urine), celcilinders);
- neurologische stoornissen (insulten (epilepsie), psychosen);
- hematologische stoornissen (hemolytische anemie, leukopenie (te weinig witte bloedcellen), trombopenie (te weinig bloedplaatjes));
- positieve ANA-serologie (antinucleaire antistoffen);
- immunologische afwijkingen (anti-dsDNA +).

Daarnaast wordt het bloedbeeld gecontroleerd, waarbij er vaak een normocytaire anemie bestaat als uiting van chronische ziekte. Leukopenie (te weinig witte bloedcellen) komt voor bij 50% van de patiënten.
De bepaling van het ANA is een zeer sensitieve test, maar berust echter op weinig specificiteit. Daarentegen is de bepaling van anti-dsDNA antistoffen zeer specifiek voor de vaststelling van de diagnose.

## Behandeling
De meeste patiënten worden behandeld met NSAID's gezien de artritisklachten en Hydroxychloroquine (Plaquenil) of Chloroquine (DMARD's). Prednisolon en cyclofosfamide worden minder frequent gegeven, enkel bij ernstige ontstekingen, zoals nefritis (ontsteking van nierweefsel) of encefalitis (hersenontsteking). Deze behandelingen moeten het immuunsysteem onderdrukken omdat het de lichaamseigen cellen aanvalt en opruimt.